# IC 2896
IC 2896 је спирална галаксија у сазвјежђу Лав која се налази на листи објеката дубоког неба у Индекс каталогу.
Деклинација објекта је + 12° 21' 2" а ректасцензија 11h 31m 13,4s. Привидна величина (магнитуда) објекта IC 2896 износи 16,2 а фотографска магнитуда 17,0. IC 2896 је још познат и под ознакама NPM1G +12.0278, PGC 3090993.